# Кондратьево (Красноярский край)
Кондратьево — деревня в Дзержинском районе Красноярского края. Входит в состав Денисовского сельсовета.

## История
По данным 1926 года в деревне Кондратьева имелось 110 хозяйств и проживало 568 человек (272 мужчины и 296 женщин). В национальном составе населения преобладали русские. Функционировала школа I ступени. В административном отношении деревня являлась центром Кондратьевского сельсовета Рождественского района Канского округа Сибирского края.

## Население
| 2010 |
| ---- |
| 166  |